# Letališče Long Thanh
Letališče Tân Sơn Nhất (IATA kratica ?) je javno načrtovano letališče, 40 km severovzhodno od mesta Hošiminh v osrednjem Vietnamu. To je največja letališča v Vietnamu. Letališču se bo nahaja na 5000 hektarjih. Gradnja se bo začela v letu 2015 in se bo končal v letu 2020. Ko se konča prvi fazi bo letališče že 2 vzletno-pristajalne steze (4000 m, 45 m) in bo lahko služil 25 milijonov potnikov na leto.Letališču se bo razširilo do leta 2030. Od leta 2030, bo imel 4 terminalov in 4 steze in bo lahko služil 100.000.000 potnikov na leto, 5 milijonov ton tovora na leto. To bo postal največji letališču v Vietnamu in eden od največjih letališč v jugovzhodni Aziji. Skupni stroški za prvo fazo znaša 6,7 milijarde USD.